# St. Mary (Missouri)
St. Mary é uma cidade localizada no estado americano de Missouri, no Condado de Ste. Genevieve.

## Demografia
Segundo o censo americano de 2000, a sua população era de 377 habitantes.

## Geografia
De acordo com o United States Census Bureau tem uma área de
1,6 km², dos quais 1,6 km² cobertos por terra e 0,0 km² cobertos por água.

## Localidades na vizinhança
O diagrama seguinte representa as localidades num raio de 20 km ao redor de St. Mary.